# Koloh Gábor
Koloh Gábor (Gyula, 1987. február 2. –) magyar történész, egyetemi adjunktus, a Hajnal István Kör titkára.

## Életpályája
A szeghalmi Péter András Gimnáziumban érettségizett. Budapesten, az ELTE bölcsészkarán 2013-ban szerzett történelem szakos, 2018-ban tanári diplomát. Az ELTE Társadalom- és gazdaságtörténeti Doktori Programban Kövér György témavezetésével írt A születésszabályozás mint társadalomtörténeti probléma. Születésszabályozás a Dél-Dunántúlon (1790-1941) című doktori értekezését 2018-ban védte meg, summa cum laude minősítéssel. Disszertációjáért 2019-ben Benda Gyula-díjat nyert.
2018 óta az ELTE Gazdaság- és Társadalomtörténeti Tanszékének óraadója, 2023 óta egyetemi adjunktusa. 2022 óta a HUN–REN BTK Történettudományi Intézet Horthy-korszak osztályának tudományos munkatársa. 2023 óta az ELTE Társadalom- és gazdaságtörténeti Doktori Program oktatója. 2022 óta a Hajnal István Kör titkára. Az MTA Agrártörténeti és Faluszociológiai Osztályközi Állandó Bizottság tagja. 2022-ben elnyerte a Bolyai János Kutatási Ösztöndíjat.
Munkássága a történeti demográfia, családtörténet és uradalomtörténet problematikus kérdéseire irányul. 2021-ben megjelent "Szántani lehet, de vetni nem muszáj" Az ormánsági egykézés történetei (1790-1941) című könyvében az ormánsági születésszabályozás - az úgynevezett egykézés - kialakulásának, terjedésének és gyakorlásának mikéntjén vezet végig. A téma a két világháború közötti időszakban élénk társadalmi vitát váltott ki, a 20. század második felében pedig a tudományos kutatások egyik fontos kérdésévé vált.

## Művei
Életművének legjelentősebb darabjai:
- A paraszt terei. A térérzékelés változása a 19–20. századi Magyarországon, Századok 158: (1) pp. 43-67.
- Die bäuerliche Landwirtschaft auf den Gütern des Ordensfonds in Baranya in der ersten Hälfte des 19. Jahrhundert, In: Kaposi, Zoltán; Rab, Virág (szerk.) New Investigations into the Economic and Social History of Hungary from the 18th to 21st Century, MTA Pécsi Területi Bizottság (2024) pp. 121-143.
- Time in Villages: Timekeeping and Modernization in Rural Communities in the Long Nineteenth Century in Hungary, Hungarian Historical Review: New Series of Acta Historica Academiae Scientiarium Hungaricae 12: (1) pp. 66-86.
- "A pusztulás útján haladnak" - Baranyai lelkészek egykejelentései (1934), Bölcsészettudományi Kutatóközpont, Történettudományi Intézet
- Heiratsmobilität in Südtransdanubien, Ungarn-Jahrbuch 38: (38) pp. 199-215.
- "Szántani lehet, de vetni nem muszáj" Az ormánsági egykézés történetei (1790-1941), Bölcsészettudományi Kutatóközpont, Történettudományi Intézet, 2021.
- A demográfiai átmenet problematikája, Korall: Társadalomtörténeti Folyóirat 22: (85) pp. 26-46.
- Református lelkészek és tanítók társadalmi mobilitásának diverzitása a Felsőbaranyai Egyházmegyében a 19. század első felében, Korall: Társadalomtörténeti Folyóirat 22: (86) pp. 166-184.
- A trianoni menekültek száma, In: Ablonczy, Balázs (szerk.) Úton, Bölcsészettudományi Kutatóközpont, Történettudományi Intézet (2020) pp. 11-22.
- Magyarország demográfiája és az első világháború, In: Bódy, Zsombor (szerk.) Háborúból békébe: a magyar társadalom 1918 után, MTA Bölcsészettudományi Kutatóközpont Történettudományi Intézet (2018) pp. 9-46.